# Meteorologiåret 2011

## Händelser
- I Sverige hamnar året 2011 på en delad tredjeplats över de år som har varit varmast. De år som har varit ännu varmare är 1934 och 1938.[1]

### Januari
- Januari - Översvämningar i Queensland, Australien fortsätter [2].
- 7 januari - Snödjupet i Härnösand, Sverige uppmäts till 132 centimeter, nytt lokalt rekord [3].

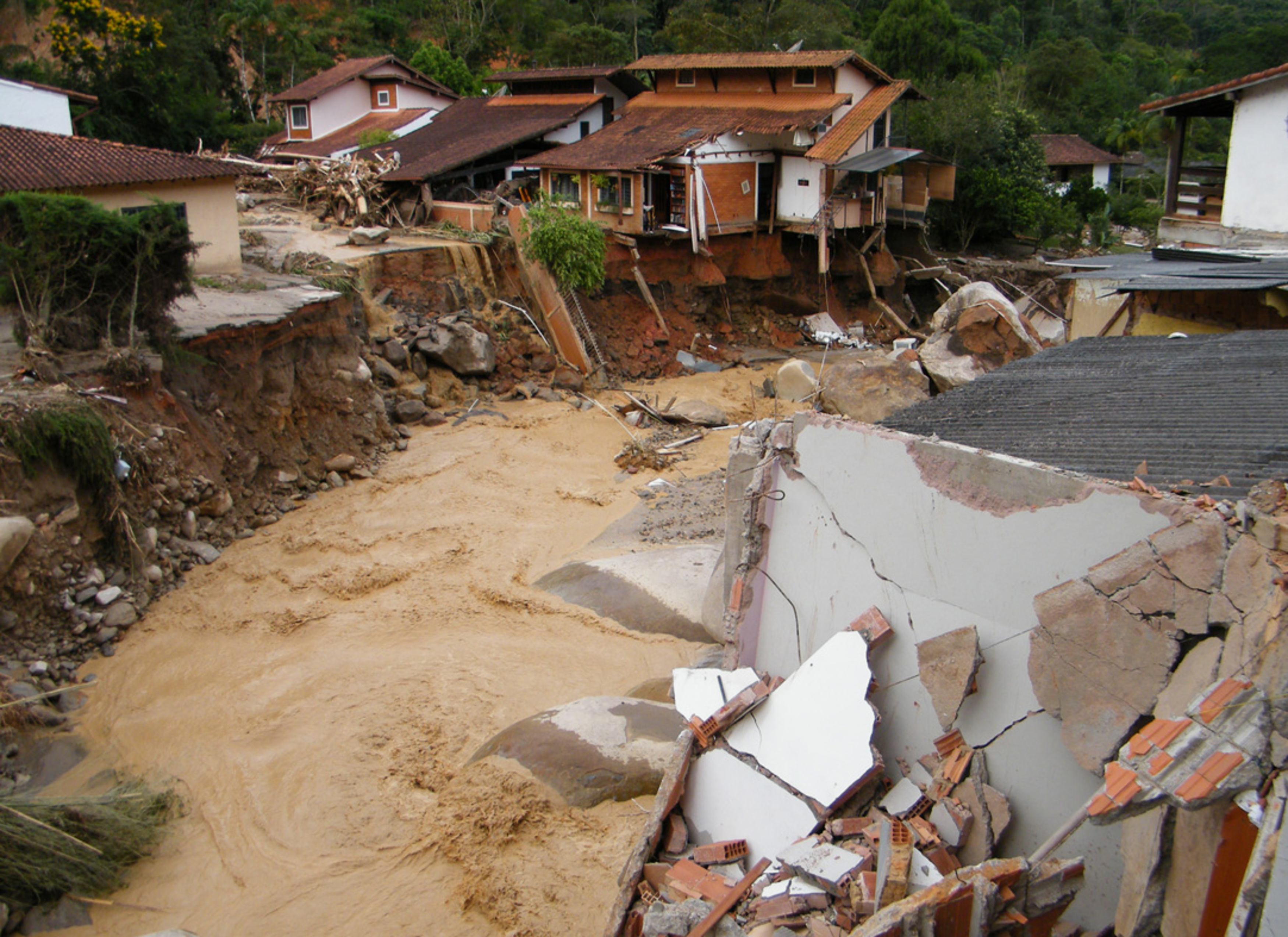
Lerskred i Brasilien

- 11 januari - Lerskred leder till översvämningar i Brasilien [2].
- 20 januari - WMO meddelar att 2010 var det varmaste året någonsin (WMO)
- 31 januari - En internationell franskspråkig Sida-kurs om global uppvärmning startar på SMHI i Norrköping [4].

### Februari
- Februari - Jan Mayen upplever med månadsmedeltemperaturen -0,6 °C sin näst varmaste februarimånad efter 1929.[5]
- Sverige upplever en kall februarimånad, som lokalt i nordöstra Norrland är den kallaste sedan 1985.[6]
- 2 februari - Den tropiska Cyklonen Yasi drar fram över Queensland, Australien [7].
- 4 februari - En storm slår till mot södra Sverige och Danmark med orkanbyar på 40 meter per sekund i Hanö [8].
- 10 februari - Köldrekord för Oklahoma, USA noteras med -35.0°C i Nowata [9].
- 18 februari
  - Det ovanliga fenomenet snöisbollar siktas i Sverige vid Ölands södra udde [10].
  - Bandymatchen Haparanda-Torneå PV-IFK Vänersborg i Elitserien skjuts fram en dag på grund av sträng kyla i Haparanda, Sverige.[11]
- 21 februari - Isutbredningen på Östersjön är den största sedan den stränga vintern 1986-1987 [12].

### Mars
- Mars
  - Storbritannien upplever sin torraste marsmånad sedan 1953.[13]
  - I Sverige upplever flera platser i östra Norrland, bland dem Luleå och Umeå, en rekordsolig månad räknat sedan solskensmätningar inleddes där 1957 respektive 1969.[6]
- 5-7 mars - Ett snöoväder i USA blir på många håll en av de mest snörika vintrar som någonsin noterats.[13]
- 6 mars - I Sverige stiger temperaturen till över 0 °C under dagen, vilket orsakar problem med vallan för vasaloppsåkare som inte nått målgången i Mora.[6]

### April
- April - I Nordterritoriet i Australien slås 1950 års genomsnittliga minimitemperatur för månaden.[14]
- April - Göteborg sätter nytt genomsnittligt aprilrekord för Sverige med medeltemperaturen 10,4°C. Det gamla rekordet på 10,3°C, även det från Göteborg, från 2009 slås därmed, och detta värde tangeras dessutom av Lund och Malmö.

### Maj
- Maj - Skottland och Vestlandet, Norge, upplever sin näst regnigaste majmånad, medan södra England upplever sin torraste majmånad sedan 1953 med tidvis svår torka och skogsbränder som följd.
- 31 maj - Örebro tangerar sitt värmerekord för maj på 29.0°C från 1892.

### Juni
- Juni - Luleå och Lund upplever sina soligaste junimånader sedan 1992.
- 4 juni - En kallfront ger tromber, fallvindar och skyfall i norra Norrlands inland, vilket är ovanligt i juni.
- 10 juni - Markusvinsa, Norrbotten, noterar 33.5°C, vilket blir den högsta temperaturen för månaden.
- 10 juni - Haparanda, Norrbotten, noterar med 31.4°C nytt junirekord.
- 10 juni - Kiruna, Lappland, noterar med 29.8°C nytt junirekord.
- 30 juni - Gällivare, Lappland, upplever en tropisk natt med som lägst 20,4°C, vilket är ovanligt så långt norrut.

### Juli
- Juli - Falsterbo sätter nytt nederbördsrekord för juli med 175 mm, vilket är hela 200% mot det normala.
- Juli - Västeuropa upplever en ganska kall julimånad, medan Ryssland och USA upplever ovanligt heta julimånader.
- 2 juli - Ett kraftigt skyfall som ger 150 mm regn på en timme dränker Köpenhamn, Danmark.
- 12 juli - Ett kraftigt skyfall gav Sundsvall 76 mm regn på 2 timmar.

### Augusti
- Augusti - Schweiz upplever en av de tio varmaste augustimånaderna sedan slutet av 1800-talet:
- Augusti - Sydeuropa och Centraleuropa upplever en lång period med extrem hetta, i Venedig, Italien håller sig temperaturen över 26°C i över en vecka.
- 26 augusti - På Nya Zeeland inleds vintern med ett ovanligt omfattande snöfall.[15]

### November
- 26 november - En storm drar in över Norra Skandinavien från Atlanten. Ovädret Berit.[16]
- 27 november - Ett oväder drar in över Danmark och södra Sverige, klass 3 varning utfärdas för Skåne och Halland.

### December
- 26 december - En storm drar in över Norra Skandinavien från Atlanten och drabbar Norge, Sverige och Finland. Ovädret kallas Stormen Dagmar.[17]

## Avlidna
- 24 februari – Joachim Kuettner, tysk-amerikansk atmosfärforskare och meteorolog.
- 17 augusti – Masao Kanamitsu, japansk-amerikansk atmosfärforskare och meteorolog.
- 29 augusti – Pauline Morrow Austin, amerikansk meteorolog.

### Fotnoter
1. ↑  2011 blev ett varmt år, både globalt och i Sverige Arkiverad 27 oktober 2012 hämtat från the Wayback Machine.. Publicerad: 27 januari 2012. Läst: 6 januari 2013
2. 1 2  SMHI Arkiverad 12 februari 2011 hämtat från the Wayback Machine.
3. ↑  SMHI Arkiverad 17 februari 2011 hämtat från the Wayback Machine.
4. ↑  SMHI
5. ↑  ”SMHI”. Arkiverad från originalet den 25 november 2012. https://web.archive.org/web/20121125210015/http://www.smhi.se/klimatdata/Manadens-vader-och-vatten/Varlden/februari-2011-mild-luft-pumpades-upp-mot-ishavet-men-vid-hudson-bay-nara-normal-temperatur-1.15324?search=yes&month=3&year=2011. Läst 7 april 2011.
6. 1 2 3  ”SMHI”. Arkiverad från originalet den 21 april 2011. https://web.archive.org/web/20110421011134/http://www.smhi.se/klimatdata/Manadens-vader-och-vatten/Sverige/Manadens-vader-i-Sverige/mars-2011-mild-och-blasig-1.15857. Läst 7 april 2011.
7. ↑  SMHI
8. ↑  SMHI
9. ↑  SMHI Arkiverad 19 mars 2011 hämtat från the Wayback Machine.
10. ↑  SMHI
11. ↑  Erik Jonsson (18 februari 2011). ”Haparanda-Tornio - Vänersborg inställd”. Svenska Bandyförbundet. Arkiverad från originalet den 22 mars 2020. https://web.archive.org/web/20200322100351/https://www.svenskbandy.se/NYHETER/SENASTENYTT/haparandatornio-vanersborginstalld. Läst 20 februari 2011.
12. ↑  SMHI
13. 1 2  ”SMHI”. Arkiverad från originalet den 21 april 2011. https://web.archive.org/web/20110421011514/http://www.smhi.se/klimatdata/Manadens-vader-och-vatten/Varlden/mars-2011-skyfall-i-thailand-subtropisk-cyklon-pa-sydatlanten-1.15498. Läst 7 april 2011.
14. ↑  ”SMHI”. Arkiverad från originalet den 9 maj 2011. https://web.archive.org/web/20110509071124/http://www.smhi.se/klimatdata/Manadens-vader-och-vatten/Varlden/april-2011-rekordvarmt-i-europa-katastrofala-virvelstormar-i-usa-1.15919. Läst 5 maj 2011.
15. ↑  ”SMHI”. Arkiverad från originalet den 25 oktober 2011. https://web.archive.org/web/20111025222034/http://www.smhi.se/klimatdata/Manadens-vader-och-vatten/Varlden/augusti-2011-sasongens-forsta-orkan-pa-atlanten-utbrett-snofall-pa-nya-zeeland-1.17625.
16. ↑  ”SMHI”. Arkiverad från originalet den 28 november 2011. https://web.archive.org/web/20111128034939/http://www.smhi.se/nyhetsarkiv/ovader-med-stormbyar-i-lappland-1.18868. Läst 26 november 2011.
17. ↑  ”Julens oväder - en sammanfattning”. SMHI. Arkiverad från originalet den 16 januari 2012. https://web.archive.org/web/20120116132915/http://www.smhi.se/nyhetsarkiv/julens-ovader-en-sammanfattning-1.19325?search=yes&month=12&year=2011. Läst 2 februari 2012.